# New Zealand Māori (rugby a 13)
I New Zealand Māori (in inglese New Zealand Māori rugby league team, in māori Aotearoa Māori) sono una selezione neozelandese che rappresenta la popolazione Maori a livello internazionale nel rugby a 13.

## Storia
Il debutto della nazionale Māori risale al 1908 in occasione del loro tour in Australia. Il tour si rivelò un successo e venne seguito l'anno dopo da un altro tour australiano. Nel 2010 i Māori ospitarono la Gran Bretagna perdendo 29-0, risultato che rappresenta tuttora la loro peggiore sconfitta. Nel 1934 venne istituito il Māori Rugby League Board of Control, un organo amministrativo separato, con lo scopo di gestire il rugby a 13 nella comunità Māori. Questo organo di governo venne successivamente rinominato Aotearoa Māori Rugby League e nel 1992 venne registrato come società incorporata.
I Māori sono tra le selezioni nazionali più competitive nel panorama internazionale. Partecipano alla Pacific Cup, torneo che hanno vinto quattro volte, e nel 2000 con il nome "Aotearoa Māori" hanno anche partecipato alla Coppa del Mondo di rugby a 13 venendo però eliminati nella fase a gironi.

## Palmarès
- Pacific Cup: 4
1975, 1977, 1986, 1988